# مجزرة أورادور سور غلان
مجزرة أورادور سور غلان هي مجزرة حدثت في قرية أورادور سور غلان (بالفرنسية: Oradour-sur-Glane)‏ التي تقع في وسط غرب فرنسا حيث اجتاحت القوات النازية الألمانية بقيادة الزعيم الألماني هتلر المدينة في شهر يونيو من عام 1944 وذلك خلال الحرب العالمية الثانية وقاوم سكان المدينة الغزو بشدة ولكن في النهاية اجتاحتها القوات الألمانية وأبادت جميع سكانها الذين كان عددهم 642 شخص من بينهم 207 طفلا.

## معرض صور

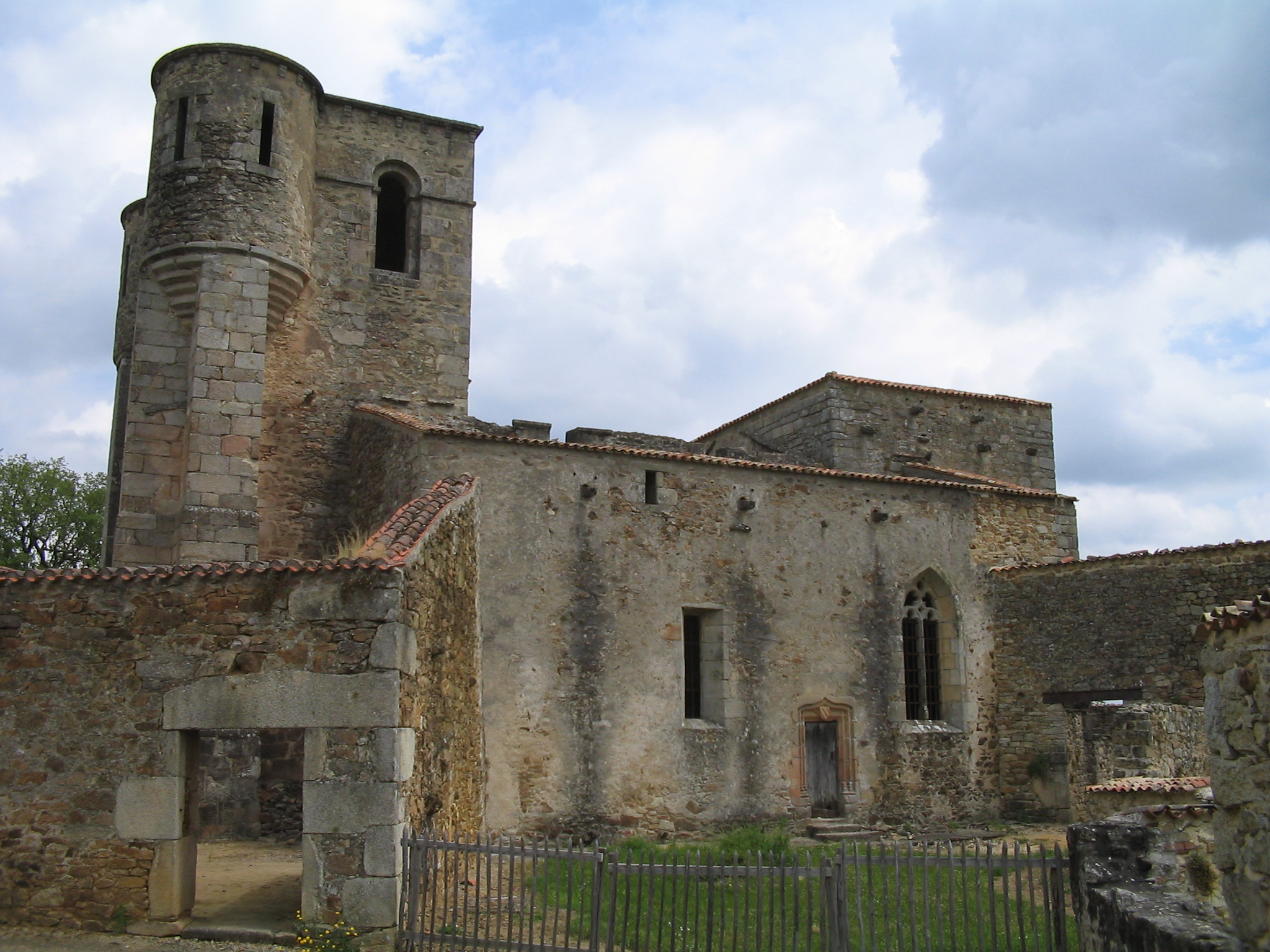
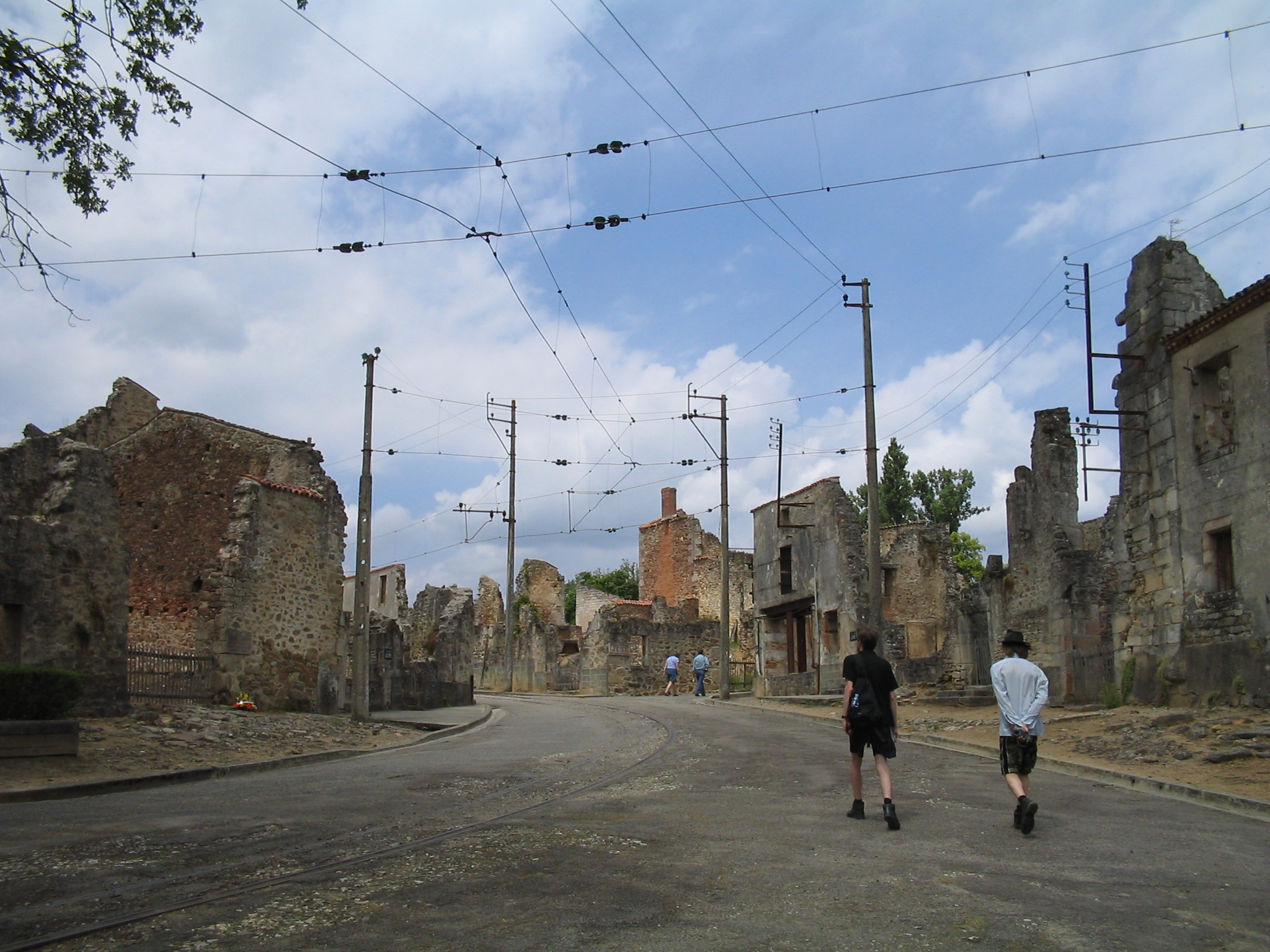
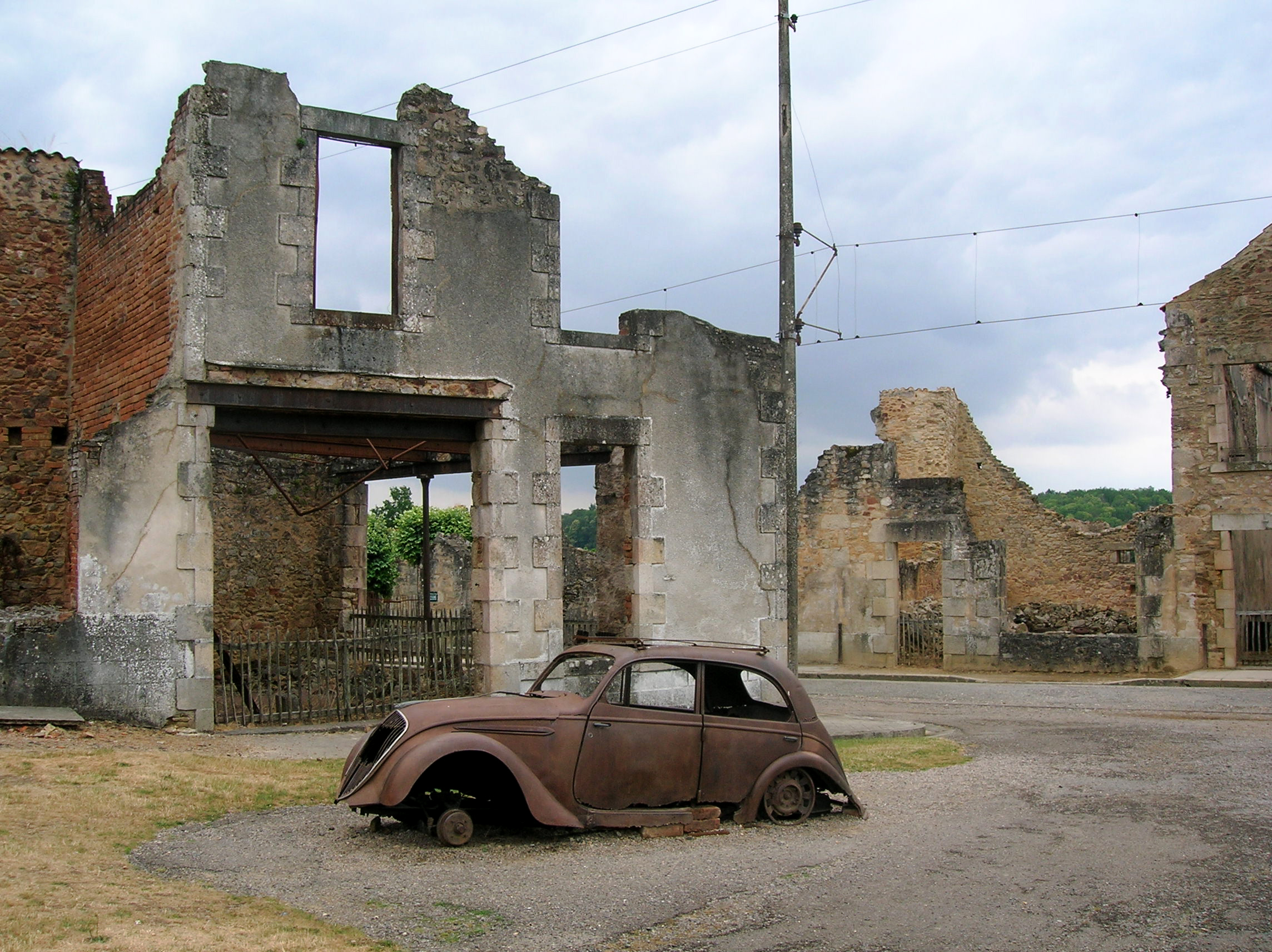